# Калинова II
Калинова II (Суха Калинова) — річка в Україні і Росії, у Амросіївському у Матвієво-Курганському районах Донецької й Ростовської областей. Ліва притока Кринки (басейн Азовського моря).

## Опис
Довжина річки 21 км, похил річки 6,3  м/км. Площа басейну водозбору 93,8  км².

## Розташування
Бере початок на південній стороні від села Новоукраїнське. Тече переважно на південний захід понад українсько-російським кордоном понад селищем Катеринівкою і на північно-західній стороні від хутора Авіло-Федорівка впадає у річку Кринку, праву притоку Міуса.
Населені пункти вздовж берегової смуги: Успенка.

## Цікавий факт
- На північному заході від гирла річки на відстані приблизно 2 км розташований міжнародний автомобільний пункт пропуску Успенка.